# Japaratuba (kommun)
Japaratuba är en kommun i Brasilien.   Den ligger i delstaten Sergipe, i den östra delen av landet, 1 300 km öster om huvudstaden Brasília. Antalet invånare är 16 874.
Följande samhällen finns i Japaratuba:
- Japaratuba

Omgivningarna runt Japaratuba är huvudsakligen savann. Runt Japaratuba är det ganska glesbefolkat, med 42 invånare per kvadratkilometer.